# 대한민국 제18대 대통령 선거 통합진보당 후보 경선
통합진보당 제18대 대통령 후보 경선은 2012년 대한민국 대통령 선거를 위해 통합진보당의 후보를 선출한 절차를 말한다. 경선 결과 이정희 전 당 대표가 대통령 후보에 확정되었다. 그러나 이정희 후보는 이후 문재인 민주통합당·국민연대 후보와의 단일화를 선언하고 후보직을 사퇴하였다.

## 과정
2012년 제19대 국회의원 총선거 당시, 진보당은 비례대표 국회의원 경선에서 부정 경선 사건이 벌어지며 당내 당권파와 비당권파 간의 갈등이 격화되었다. 결국 진보당은 분당되었고, 탈당파들이 세운 진보정의당과 진보당은 따로 대선 후보를 내게 되었다.

## 후보
이정희 전 공동대표와 민병렬 대표 대행이 출마하여 양자 대결을 펼쳤다.

## 결과
진보당은 2012년 10월 15일부터 19일까지 닷새 간 온라인 및 투표소 투표를 실시하였으며, 20일 그 결과를 집계 발표하였다. 당권자 36,696명 중 13,522명이 참여해 36.8%의 투표율을 기록한 경선 결과, 이정희 전 공동대표가 압도적인 표차로 승리해 당선이 확정되었다.
| 후보   | 표수   | %     | 비고 |
| ------ | ------ | ----- | ---- |
| 이정희 | 8,622  | 64.92 | 당선 |
| 민병렬 | 4,659  | 35.02 |      |
| 계     | 13,281 | 100   |      |

## 같이 보기
- 대한민국 제18대 대통령 선거
- 대한민국 제18대 대통령 선거 새누리당 후보 경선
- 대한민국 제18대 대통령 선거 민주통합당 후보 경선
- 대한민국 제18대 대통령 선거 진보정의당 후보 선출
- 대한민국 제18대 대통령 선거 노동자대통령선거투쟁본부 후보 선출